# Adela Ratu
Adela Cristina Ratu (* 28. November 1993 in Sângeorgiu de Mureș, Kreis Mureș) ist eine rumänische Fußballspielerin.

## Karriere

### Verein
Ratu startete ihre Karriere mit dem CS Cityus Târgu-Mureș. Im Sommer 2010 verließ sie ihren Heimatverein und startete ihre Seniorenkarriere mit dem FCM Târgu Mureș. Nach zwei Jahren für den FCM Targu verließ sie den Verein und wechselte zum Ligarivalen CS Blue Angel Cristian Brașov. Die Stürmerin verließ im Sommer 2013 ihre rumänische Heimat und unterschrieb in der ÖFB-Frauenliga für den FSK Simacek St. Pölten-Spratzern. Nach einer Saison, in der sie 3 Tore in 11 Toren für St. Pölten-Spratzern erzielte, kehrte sie nach Rumänien zum FCM Târgu Mureș zurück. Diese verkaufte sie nach knapp 2 Monaten an den deutschen Regionalligisten BSC Marzahn.

### Nationalmannschaft
Ratu spielt seit 2013 in der rumänischen Nationalmannschaft. Zuvor spielte sie bereits für die U-17 und U-19 ihres Heimatlandes.

## Erfolge
- Rumänischer Meister: 2010, 2011.